# Aspidium resinoso-foetidum
Aspidium resinoso-foetidum là một loài dương xỉ trong họ Tectariaceae. Loài này được J.Bommer & Christ mô tả khoa học đầu tiên.
Danh pháp khoa học của loài này chưa được làm sáng tỏ. 